# 喜田村洋一
喜田村 洋一（きたむら よういち、1950年（昭和25年）11月9日 - ）は日本の弁護士（ミネルバ法律事務所所属）。自由人権協会（JCLU）代表理事。TBSテレビ番組審議会委員。立憲民主党顧問弁護士兼ハラスメント対策委員会委員。文藝春秋顧問弁護士。日本文学振興会監事。デジタルガレージ元監査役。
父方祖父は喜田村病院院長を務めた喜田村朔治。母方祖父は最高裁判所判事や東京高等裁判所長官を務めた小林俊三。父方曽祖父はNEC創業者の岩垂邦彦。母方曽祖父は東京専門学校や英吉利法律学校の創立に関与した弁護士、衆議院議員の山田喜之助。母方高祖父は幕末、明治時代の漢学者の岡松甕谷。

## 経歴
東京都出身。国税庁次長や万有製薬（現：MSD、メルク・アンド・カンパニーの日本法人）専務取締役を務めた喜田村健三の長男として生まれる。
東京教育大学附属小学校（現：筑波大学附属小学校）、東京教育大学中学校・高等学校（現：筑波大学附属中学校・高等学校）卒業を経て、1975年（昭和20年）東京大学法学部を卒業。
1977年（昭和52年）4月弁護士登録し、古賀総合法律事務所に入る。
1981年（昭和56年）ミシガン大学ロー・スクール卒業。1983年（昭和58年）12月米国ニューヨーク州弁護士登録。1997年（平成9年）9月ミネルバ法律事務所を創設。2002年（平成14年）9月デジタルガレージ監査役に就任し、2010年（平成22年）9月退任。
メディア関係の訴訟を数多く担当する外、刑事事件も取り扱う。
1999年にジャニーズ事務所らが週刊文春の記事が名誉毀損に当たるとした裁判で、文藝春秋の代理人をつとめ、二審で性加害を認定され最高裁で訴えが棄却された。ジャニーズ性加害問題のBBC報道では加害の継続に対し驚きを示した。また女性に性行為を強要したなどと週刊文春に報じられた松本人志から同誌に対し5億5000万円の損害賠償の賠償請求を求め訴えられた裁判を担当した。本件は松本人志により訴訟取り下げとなった。

## 家族・親戚

### 喜田村家（父方）
小倉藩士で、福岡県京都郡豊津村豊津に住んでいた。族籍は福岡県士族。
- 養曽祖父・喜田村寬治（生年不詳）
小倉藩士。工部大学校採鉱冶金科卒[19]。病気のため郷里の豊津中学校（現：福岡県立育徳館中学校・高等学校）の教師となった[19]。
- 祖父・喜田村朔治（1876年（明治9年）4月26日生）
福岡県士族、西村敬治の次男[20]。のち寬治の養子[20]。東京帝国大学医科大学卒[20]。医学博士、喜田村眼科病院元院長[20]。
- 父・喜田村健三（1917年（大正6年）6月24日生）
祖父・朔治の三男[13]。東京帝国大学法学部卒[13]。国税庁元次長[13]。万有製薬（現：MSD、メルク・アンド・カンパニーの日本法人）元専務取締役[13]。

### 小林家（母方）
- 祖父・小林俊三（1888年（明治21年）6月3日生）
東京帝国大学法科大学法律学科（独法）卒。最高裁判所元判事、東京高等裁判所元長官。弁護士（第二東京弁護士会所属）。
- 母・小林美穂（1928年（昭和3年）7月25日生）
祖父・俊三の三女[12]。東京女学館、自由学園卒[12]。

### その他親戚
- 高祖父・岡松甕谷（1820年2月27日（文政3年1月14日）生）
幕末、明治時代の漢学者。母方曽祖父・山田喜之助の義父。
- 曽祖父・岩垂邦彦（1857年10月2日（安政4年8月15日）生）
工部大学校電信科（現:東京大学工学部）卒。日本電気（NEC）創業者。父方祖父・喜田村朔治の義父。
- 曽祖父・山田喜之助 （1859年6月30日（安政6年6月1日）生）
東京大学法学部法学科卒。弁護士、衆議院議員。東京専門学校や英吉利法律学校の創立に関与した。母方祖父・小林俊三の義父。
- 伯父・喜田村善一（1911年（明治44年）12月10日生）
京都帝国大学工学部電気工学科卒[12]。大阪大学名誉教授[12]。父・喜田村朔治の長兄[12]。
- 伯父・喜田村正次（1915年（大正4年）8月生）
京都帝国大学医学部卒[12]。熊本大学教授[12]。水俣病の研究で知られる[12]。父・喜田村朔治の次兄[12]。